# Lucius Cornelius Scipio Barbatus

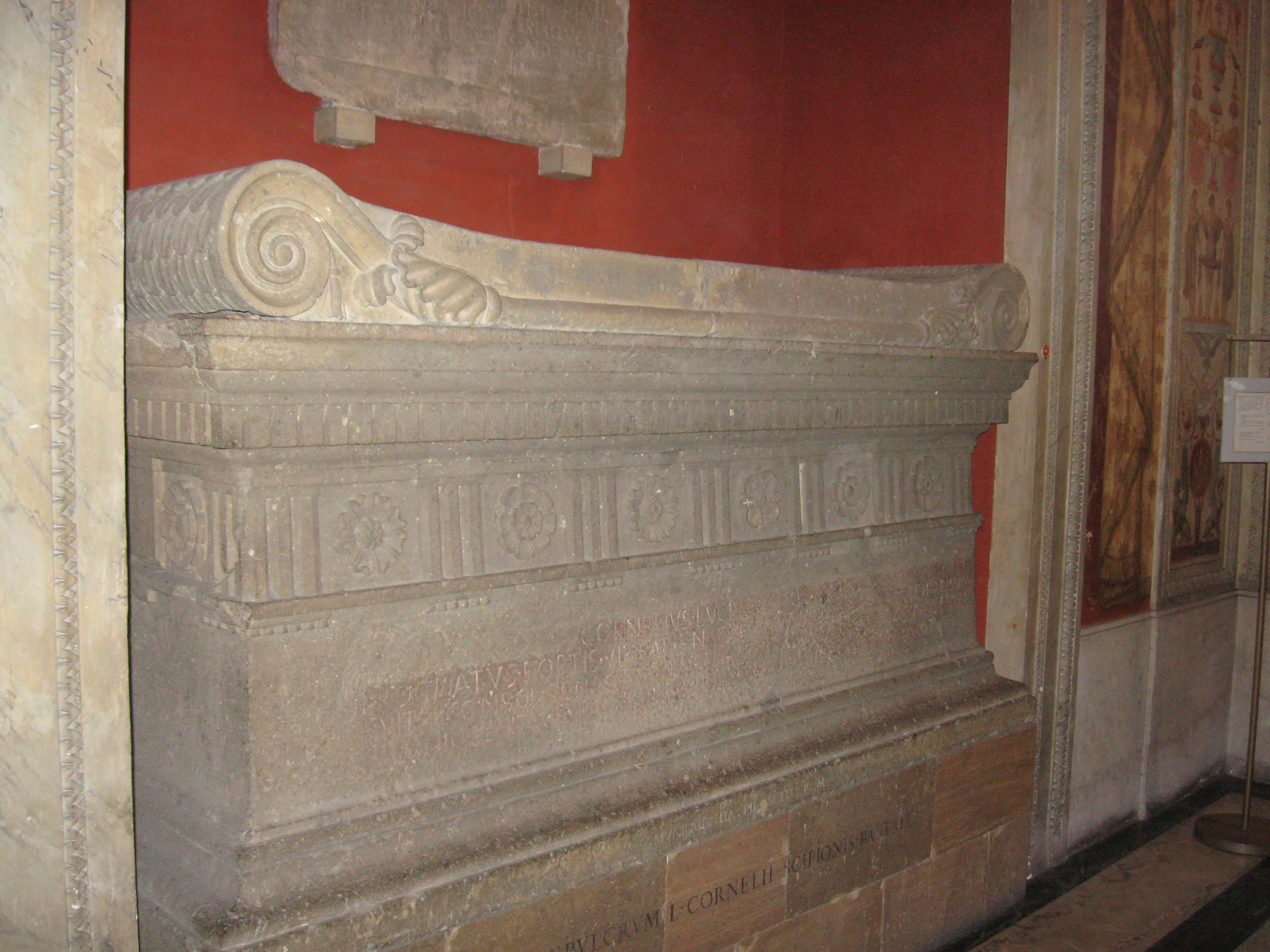
Sarkophag im Vatikanischen Museum

Lucius Cornelius Scipio Barbatus vom Zweig der Scipionen aus der Gens der Cornelier war ein römischer Politiker und Militär.
Lucius Cornelius Scipio Barbatus war nicht der erste Vertreter des Familienzweiges, galt wohl dennoch als Stammvater der Familie. Wohl 301 v. Chr. bekleidete er das Amt des Ädils, 298 v. Chr. mit Gnaeus Fulvius Maximus Centumalus das Konsulat. In dieser Funktion kämpfte er erfolgreich in Etrurien. Er nahm Taurasia und Cisauma ein, unterwarf ganz Lukanien und kurzzeitig Samnium. Das Elogium, auf dem die Taten geschildert werden, ist möglicherweise erst später geschaffen worden. Proprätor wurde Barbatus 295 v. Chr., Zensor wohl 280 v. Chr. und schon vor 304 v. Chr. war er Pontifex maximus und blieb es bis zu seinem Tod nach 280 v. Chr.
Er wurde als Erster im Grab der Scipionen beigesetzt. Sein Sarkophag („Peperinsarkophag“) befindet sich heute in den Vatikanischen Museen.